# Scharf wie Chili
Scharf wie Chili ist ein deutscher Fernsehfilm aus dem Jahr 2005. Regie bei der Komödie führte Markus Bräutigam, das Drehbuch schrieb Jörg Tensing. Die Hauptrollen spielten Kristian Kiehling und Alexandra Neldel.
Die Erstausstrahlung erfolgte am 24. Februar 2005 auf ProSieben.

## Handlung
Der attraktive Student Tino Köster genießt seine vielen promiskuitiven Affären. Als er auf der Hochzeit seines Bruders Stefan mit dessen Braut Esther schläft und ihn seine Familie verstößt, tritt Tino der Selbsthilfe-Gruppe der „Anonymen Lustgefährdeten“ bei. Dort trifft er unversehens auf Esther, die ähnliche Schwierigkeiten mit ihrem Sexualleben hat.
Nachdem die Mitglieder gemeinsam ihr Gruppenziel, 90 Tage ohne Sex, erreicht haben, erkennen sie, dass ihr Problem in Wirklichkeit nicht aus zu häufigem Beischlaf, sondern aus Mangel an Liebe, Akzeptanz und wahrer Freundschaft besteht. Tino und Esther verlieben sich ineinander und heiraten, jedoch erst, nachdem Stefan Esther noch ein weiteres Mal erfolglos vor den Altar gebeten hat.